# 回环 (瑞丽)
24°07′06″N 98°02′34″E / 24.11831°N 98.04290°E
回环，是中华人民共和国云南省德宏州瑞丽市畹町镇的一个自然村，隶属芒棒行政村。

## 特点
回环位于黑山门西北坡，海拔940米。傣语“回”为山洼，“环”为靛青，意即“靛青之洼”。曾因历史上大量种植蓼藍而得名。村落聚落依山，面临瑞丽江。当地人以傣、德昂、汉族等为主。附近主要生产水稻、甘蔗、黄豆、柑桔等。向东经回环路，与G320德宏段相连。历史上向北瑞丽江侧有回环渡口，但已废弃，现开发有瑞丽江漂流。
1945年1月1日至1月22日，中国远征军在芒畹追歼战中完成黑门山战斗，成功将中国云南国境中的残余日军消灭。在回环路东侧有黑山门战斗遗址纪念。

## 图库

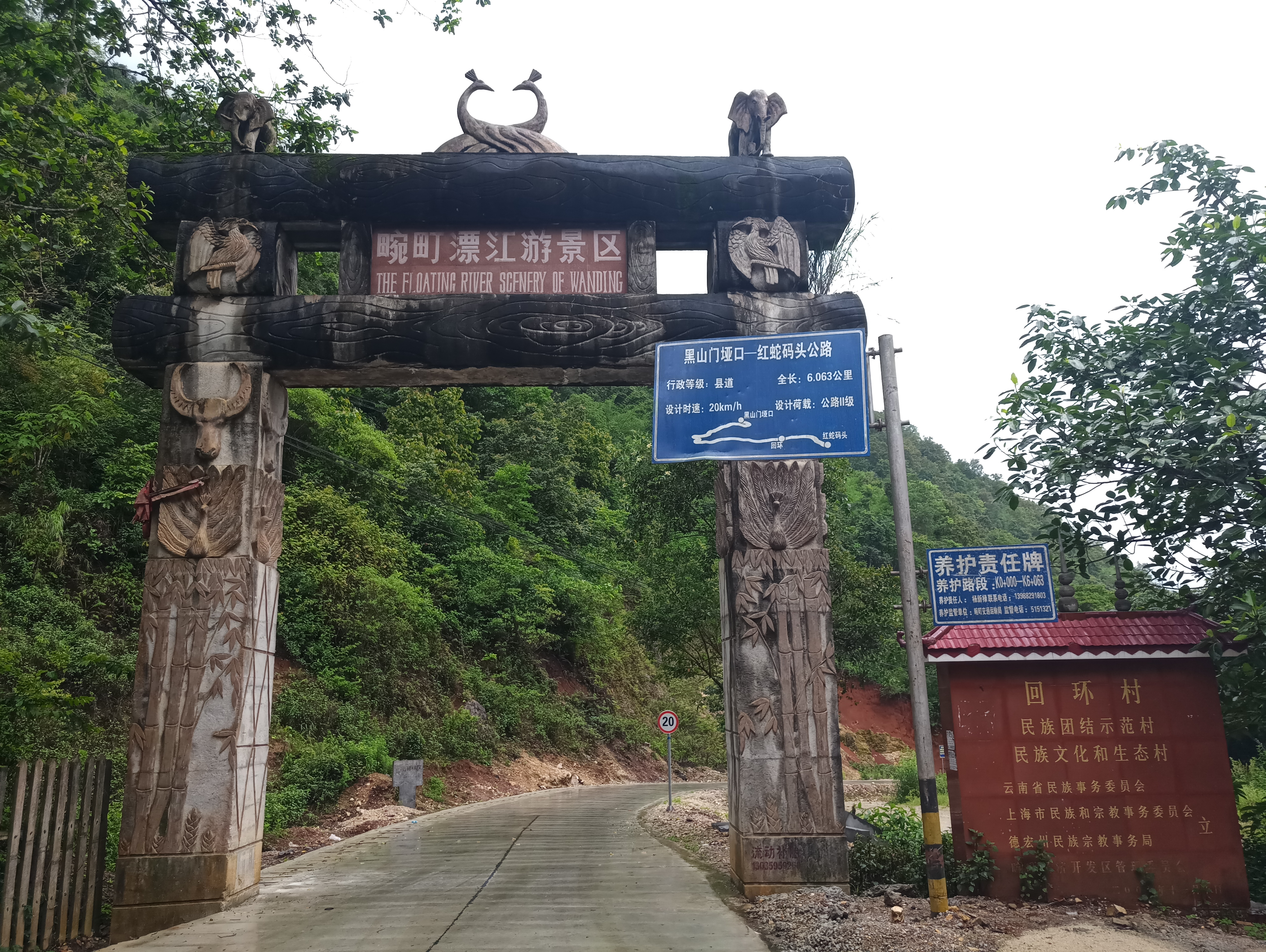
回环村村口
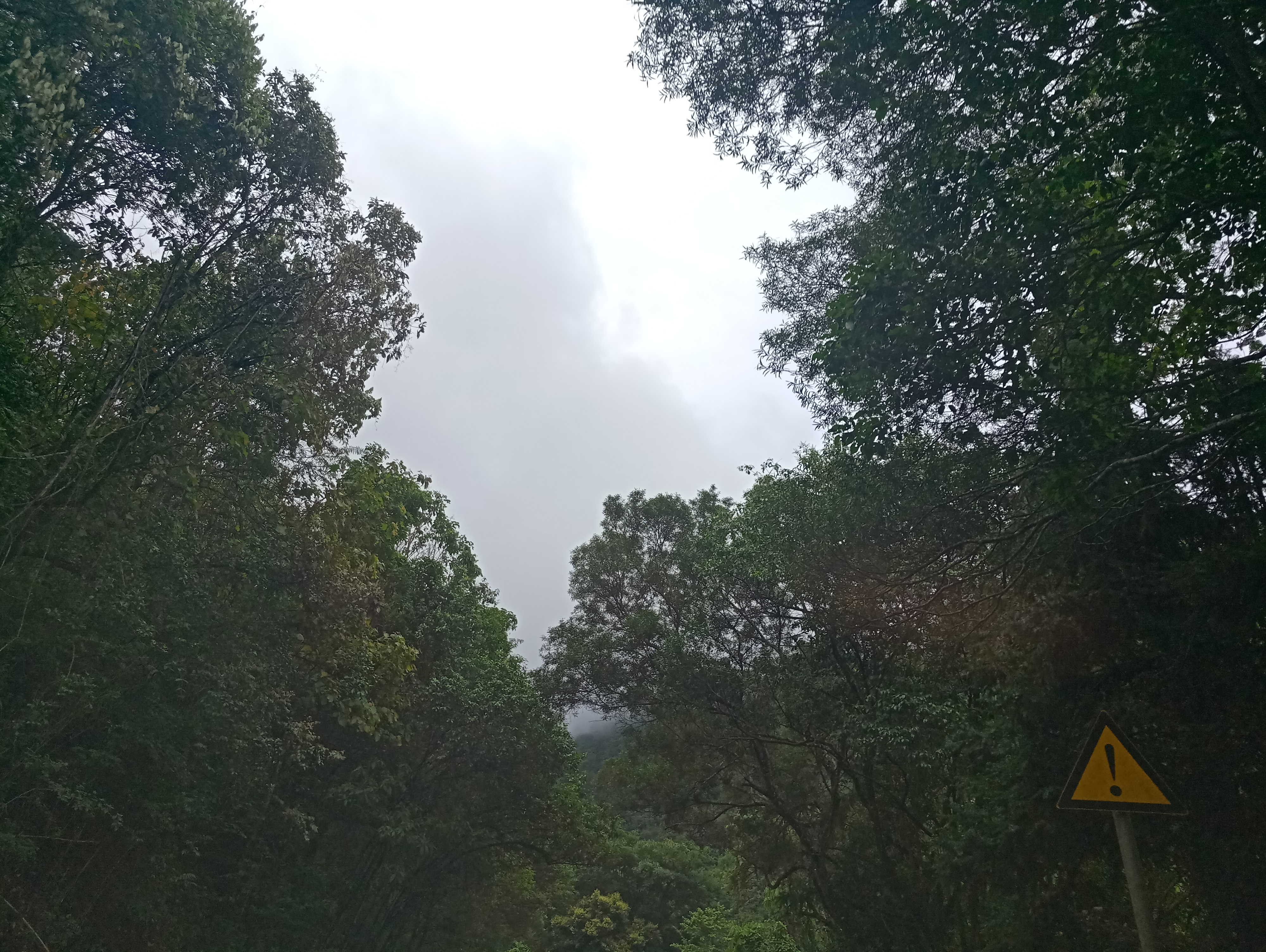
黑山门
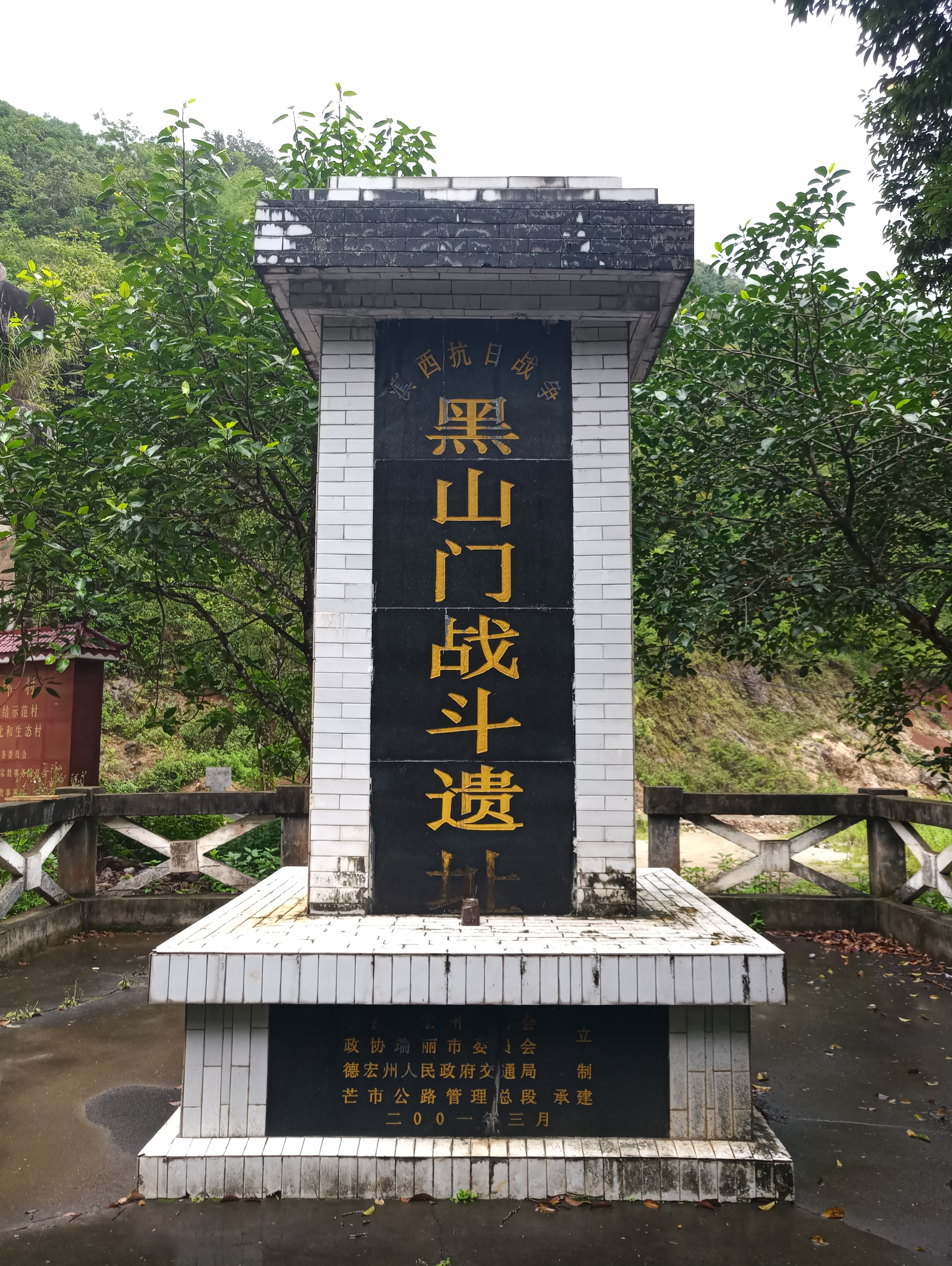
黑山门战斗遗址纪念碑

## 相关
- 黑山门战斗